# François Chevalier (historien)
Pour les articles homonymes, voir François Chevalier et Chevalier.
François Chevalier est un historien français né le 27 mai 1914 à Montluçon et mort à Paris 12e le 6 juin 2012.
François Chevalier est le fils du philosophe Jacques Chevalier (1882-1962), qui fut professeur à l’Université de Grenoble et ministre de Vichy. Il est spécialiste de l'Amérique Latine. Il fut directeur de l'Institut français d'Amérique latine à Mexico de 1949 à 1962. À son retour en France il est nommé professeur à la Faculté des lettres de Bordeaux de 1962 à 1969 au sein de département de l'Institut d'Études Ibériques, il dirige en même temps l’Institut français d'études andines de Lima. Il interrompt sa période d'enseignement en France pour s’installer à Madrid comme directeur de la Casa de Velasquez de 1967 à 1979. En 1970, il est nommé professeur à l'université Paris 1-Panthéon-Sorbonne poste qu’il occupera jusque sa retraite en 1983.
Avant François Chevalier, en France, aucun historien ne s’était consacré exclusivement à l’Amérique Latine, champ qui a certes attiré, mais comme un à côté, des personnages comme Lucien Febvre, Fernand Braudel ou Pierre Chaunu, entre autres. D’autres chercheurs s’y étaient employés au sein de la corporation des lettres espagnoles, comme Marcel Bataillon ou Robert Ricard.

## Formation
François Chevalier, lui, est devenu atypique dans la corporation des historiens de sa génération, mais après des études supérieures fort classique, à Grenoble. Il y est étudiant de géographie autant que d’histoire (1933-1936) et il est marqué par l’enseignement du géographe Raoul Blanchard, dont il évoquait à l’occasion les organisations d’excursions. Élève de l'École nationale des chartes à Paris (1936-1939), il s'inscrit parallèlement au séminaire de l’historien médiéviste Marc Bloch. Ainsi, dès sa formation, il est très proche de l’École des Annales, qui appuie une histoire économique et sociale aussi bien sur la géographie humaine que sur la sociologie à peine naissante en France avant 1939.

## Recherches sur le Mexique agraire
Mobilisé comme sous-lieutenant pendant la guerre, il participe aux bouchons défensifs de juin 1940. Démobilisé en août 1940, il franchit la frontière espagnole et s'inscrit comme pensionnaire de 1941 à 1945 à l'École des hautes études hispaniques rattachée à la Casa Velázquez pour préparer sa thèse. Maurice Legendre alors directeur de l'établissement lui propose de travailler sur l'histoire de la casa Velázquez, recherches qui n’aboutiront faute de contenu suffisant. Ses recherches porteront finalement sur l’histoire agraire mexicaine (en particulier aux Archives des Indes de Séville), dans le cadre d'une thèse que lui a suggéré Marc Bloch, mort assassiné par la Gestapo allemande en 1944. C’est l’anthropologue, directeur du Musée de l’Homme, Paul Rivet, qui dès lors conseille Chevalier dans sa recherche. C’est grâce à lui qu’il peut poursuivre celle-ci comme boursier-enseignant- bibliothécaire à l’Institut français d’Amérique latine de Mexico (IFAL) de 1946 à 1949, année où il soutient cette thèse sur La formation des grands domaines au Mexique (terre et société aux XVIe et XVIIe siècles), publié en 1952 par l’Institut d’ethnologie de Paris, encore avec le soutien de Rivet. Celui-ci aide à ce que dès 1949 Chevalier soit nommé à la tête de l’IFAL, qu’il dirige jusqu’en 1962. C’est également en 1949 qu’il épouse Josèphe Charvet, qui jouera un rôle essentiel dans la vie sociale du couple, qui n'a cessé de chercher à développer les relations culturelles entre le Mexique et la France.
Le livre sur les grands domaines de Chevalier, issu de sa thèse, eut un public plutôt limité en France (mais avec une réédition en 2006), tandis qu’il est traduit par Antonio Alatorre (es) et sort en 1956 dans une collection mexicaine essentielle à l’époque : la « revue » Problemas  agrícolas e industriales de Mexico qui accueille principalement les grands textes nord-américains ou mexicains sur le Mexique contemporain ; c’est en 1976, puis 1989 que le Fondo de Cultura económica réédite l’ouvrage, qui connaît aussi des éditions anglophones (1963 et 1970).
Pendant plus de quinze ans, Chevalier a pu parcourir le Mexique (à moto dans les premières années), collectant à la fois les matériaux d’une histoire agraire à l’époque coloniale et une foule d’informations sur le Mexique des années 1940 et 1950, consignées dans ses carnets de voyage, mais aussi sous forme de photos et de films. Dès 1946 il organise  pour des étudiants de l’IFAL et ses collègues des excursions vers les régions périphériques du Mexique, souvent peu connues par les habitants de la capitale (Isthme de Tehuantepec 1946, Bas Michoacán 1947 et 1948), puis en 1960 un voyage dans les Andes (Pérou, Équateur). Il profite aussi à plusieurs reprises de la mission, confiée à un fonctionnaire français, de transporter le courrier diplomatique entre Mexico et les capitales jusqu’à Panama et tous les pays d’Amérique Centrale, pour visiter ceux-ci.
De son expérience du Mexique contemporain, Chevalier tirera plus tard plusieurs articles fondamentaux : sur la colonisation des zones tropicales humides du Mexique au XXe siècle (1953), sur le développement routier (1953), sur le zapatisme (1961), sur la réforme agraire (1966).

## Organisateur des relations culturelles franco-mexicaines
Sa longue présence à l’IFAL a mis Chevalier en contact avec l’intelligentzia qui mêle aux mexicains de nombreux intellectuels espagnols républicains réfugiés : universitaires d’un système d’enseignement supérieur qui monte alors en puissance très rapidement, écrivains, artistes. C’est ainsi que la « Mesa redonda de historia social mexicana » (Table ronde d’histoire sociale mexicaine) qu’il organise a acquis une place centrale dans ses préoccupations. Elle s’est constituée peu à peu à partir de 1953/ 54. Jusqu’en 1961 l’historien Jean Pierre Berthe y a joué un rôle de secrétaire général . La Mesa redonda, composée de seize à dix huit séances, chacune assurée par un conférencier, était chaque année consacrée à un thème d’histoire mexicaine, mais en réservant sa place à de l’ « histoire comparée », en profitant d’historiens ou autres intellectuels étrangers en visite au Mexique : en 1958, Philippe Wolff, Claude Dumas, Marcel Bataillon ; en 1961 Woodrow Borah, Rolando Mellafe, Frédéric Mauro… Le plus souvent les thèmes étaient présentés par des historiens mexicains qui avaient là l’occasion de discuter sur des problèmes controversés en « terrain neutre ».
En 1959 les discussions tournèrent sur la Révolution mexicaine, ce qui permit la participation de la veuve de Pancho Villa et d’un conseiller de Emiliano Zapata, Díaz Soto y Gama. En 1960, le 150°  anniversaire de l’Indépendance fut l’occasion d’entendre des historiens mexicains et espagnols, comme José Miranda, Ernesto de la Torre, Luis Chávez Orozco y W. Jimenes Moreno, et le cinquantième anniversaire de la Révolution, d’entendre Reyes Heroles, Alfonso Caso et le général Federico A. Cervantes ; en 1961 des séances ont été consacrées au « Mexique de l’Indépendance à la Réforme », avec les interventions de Germán Parra, María del Carmen Velasquez, Luis González y González, Juan Hernández Luna y Moisés González Navarro. En 1962, les discussions ont porté sur « l’Intervention française et l’Empire de Maximilien ». Les photos de presse permettent d’identifier les personnalités fidèles à l’IFAL: Jesús Reyes Heroles (futur ministre de l’intérieur), Alfonso Caso (futur directeur de l’Institut national indigéniste), Jesús Silva Hertzog (directeur de la revue Cuadernos Americanos), Daniel Cosío Villegas (futur président du Colegio de Mexico) et Ignacio Chavez (futur recteur de l’Université Nationale), sans compter les « piliers de l’institution» : Huguette Balzola, directrice de la Librería Francesa y Arturo Arnaiz y Freg.

## Directeur de la Casa de Velázquez (1967-1979)
Nommé directeur de la Casa de Velázquez, établissement français à Madrid, il la dirigea de 1967 à 1979. Il y assura le renouvellement des thématiques d'études notamment par la création d'une équipe pluridisciplinaire à Séville qui travailla sur "les problèmes du Midi" en Espagne. Géographes, démographes, historiens, économistes et anthropologues y produisirent de nombreux travaux.

## Histoire sociale de l’Amérique Latine: création d’un enseignement en France
Devenir professeur d’université en 1962, en France, relevait de spécialisations très cloisonnées : comment accueillir cet historien réputé médiéviste (parce qu’élève de Marc Bloch et chartiste), non agrégé d’histoire, travaillant sur un pays exotique ? À l’époque, la corporation des historiens restait très fortement concentrée sur l’étude de la France ou de l’Europe et s’occupait peu des mondes exotiques. Alors qu’en France, plus encore qu’ailleurs en Europe, étudier l’histoire de son pays est une activité qui va de soi pour un corps de chercheurs nombreux et établi depuis un bon siècle, François Chevalier s’éloigne du profil classique d’historien puisqu’il se « dépayse » en Amérique latine, ce qui lui permet d’être en contact avec la société d'un pays, tout en ayant accès à ses archives, tout d’abord au Mexique, puis dans les Andes, sachant s’appuyer sur des relations locales.
Cependant, François Chevalier est accueilli à la section de littérature espagnole de l’Université de Bordeaux (1962-1969), grâce notamment à l’appui de Noël Salomon, hispaniste lui-même intéressé par l’Amérique Latine, qui prône l’ouverture vers les sciences sociales et l’histoire dans la formation des étudiants de littérature. Chevalier y donne des cours sur l’histoire du Mexique de l’Indépendance à la Révolution de 1910, sur l’histoire des terres collectives au Mexique depuis l’époque pré-hispanique (appelées ejidos), sur les « Communautés et haciendas dans les Andes », sur la littérature indigéniste des pays andins. S’il a pu continuer ses recherches sur l’Amérique Latine, c’est parce que dès 1964, il est accueilli à l’Institut d’études politiques de Paris pour y donner un séminaire au tout jeune Centre d’Études et Recherches Internationales (CERI) que met en place alors Jean Meyriat (hispaniste lui-même et organisateur de la documentation à « Science-Po ») en y attirant d’autres hispanistes (Pierre Gilhodes, Alain Rouquier). Il dirige aussi l’Institut Français d’Études andines de Lima de 1962 à 1966, sans y résider, mais en effectuant à cette époque chaque année de longs séjours dans les pays andins, et avant tout au Pérou.
Ce sont les craquements du système universitaire qui lui ouvrent en 1969 une chaire nouvellement créée d’histoire de l’Amérique Latine à Paris (Université « Panthéon- Sorbonne », Paris I) jusqu’en 1983, année de sa retraite. Dans sa chaire parisienne, il accueillera comme assistant François-Xavier Guerra (es) (1942-2002), qui lui succédera en 1985.
Mais surtout Chevalier interrompt ses enseignements universitaires en France pour s’installer de 1967 à 1979 pour un long séjour à Madrid comme directeur de la Casa Velasquez, où il est témoin de la fin d’un franquisme dont il avait connu lors de son premier séjour la période la plus rude. Ce centre de recherche, beaucoup plus gros que l’IFAL de Mexico, exige comme ce dernier un rôle de représentation où le couple Chevalier est passé maître, mais aussi des tâches administratives qui laissent sans doute plus de place à des rédactions de synthèse qu’à une recherche personnelle nouvelle.
À la suite de cette  expérience, Chevalier publie en 1977 un ouvrage très original : un manuel d’histoire certes (collection PUF- Nouvelle Clio), mais où il utilise et recense, outre les matériaux historiques proprement dits, ce qui est disponible dans toutes les sciences sociales alors en pleine expansion. Dans cette Amérique latine de l’indépendance à nos jours, il traite non pas chronologiquement, ni par pays, mais par grands thèmes, l’exposé des faits s’enchâssant dans une critique des problèmes posés dans les sociétés latino-américaines par ses multiples sources.  Le livre est réactualisé et réédité en 1993, en collaboration avec Yves Saint-Geours, en approfondissant à la lumière des recherches de Guerra les problèmes politiques des pays latino-américains, en particulier en montrant que la modernité héritée des Lumières (XVIIIe siècle européen) cache des structures autoritaires (caciquisme, caudillisme) qui souvent ont perduré ensuite pendant deux siècles.

## Archives de François Chevalier
À partir des années 1990, il a donné au Centre de Recherche d’histoire de l’Amérique Latine et du monde ibérique (CRALMI) de l’Université de Paris I (Panthéon- Sorbonne) une partie de sa bibliothèque et de ses archives, dont l’inventaire a été mené à partir de 1994 aussi bien au CRALMI qu’au domicile de Chevalier. Une entreprise collective a mobilisé plusieurs chercheurs pour cet inventaire, mais aussi pour recueillir (en particulier en 2001) des témoignages de Chevalier et de ses proches, tant en France qu’au Mexique ou en Espagne.
Le film Destination Ostula, réalisé en 2003 par Augustin Viatte, reprend certaines archives photographiques de François Chevalier. Il fut réalisé par plusieurs de ses anciens élèves revenant sur les traces du maître, suivant le gré de ses carnets de notes.

## Publications
- La formation des grands domaines au Mexique (terre et société aux XVIe et XVIIe siècles), 1952, Institut d’ethnologie de Paris ; nouvelle édition augmentée, Karthala, 2006. Édition espagnole : Formación de los latifundios en México: tierra y sociedad en los siglos XVI y XVII, Mexico, Fondo de cultura económica, 1976. Édition anglaise : Land and Society in Colonial Mexico : The  great hacienda, University of California Press, 1963, 334 p.
- El levantamiento de Emiliano Zapata, 1911-1919, 1979, 28 p., Ediciones Gobierno del Estado de Morelos [traduction espagnole de l’article « Un facteur décisif de la révolution agraire au Mexique », Annales ESC, Paris 1961 et Revista del México Agrario, vol. 8, no 2, , Mexico, abril-junio 1972, issu de la Mesa redonda de historia social de l’IFAL, 1959]
- L’Amérique latine de l’indépendance à nos jours, Paris, PUF- Nouvelle Clio, 1977, réédition en collaboration avec Yves Saint-Geours, 1993.
- Viajes y pasiones / Voyages et passions, François Chevalier et Pérez Siller, 1998, IFAL/ CEMCA/ Fondo de cultura económica, 276 p. (exploitation des carnets de voyages au Mexique et des archives photographiques, plus de 200 images identifiées et commentées, années 1946- 1959 principalement, curriculum détaillé).
- Une révolution majeure au Mexique : la route, Hommage à Lucien Febvre, Paris, A. Colin, t.1, 1953, en souvenir des excursions faites Lucien Febvre sur les routes mexicaines.